# George Cambridge (2e marquis de Cambridge)
George Francis Hugh Cambridge, 2e marquis de Cambridge, (11 octobre 1895-16 avril 1981), connu sous le nom de prince George de Teck jusqu'en 1917 et comte d'Eltham de 1917 à 1927, est un membre de la famille royale britannique, un arrière-arrière-petit-fils du roi George III et neveu de la reine Mary, l'épouse du roi George V. Il est également le neveu d'Alexander Cambridge. Il est le fils aîné d'Adolphus Cambridge, duc de Teck puis 1er marquis de Cambridge, et son épouse, Margaret Grosvenor. 

## Biographie

### Jeunesse
Né à Grosvenor House, la maison de son grand-père maternel, Hugh Grosvenor, 1er duc de Westminster, il est nommé Son Altesse Sérénissime le prince George de Teck dès sa naissance. Du côté de son père, il descend du roi George III et - morganiquement - de la maison royale de Wurtemberg. En juin 1917, à la demande de George V, son père abandonne les titres, et appellations « Altesse », « duc de Teck » et « de Teck » dans le royaume de Wurtemberg et de l'Empire allemand et prend le nom de famille Cambridge. L'ancien duc de Teck est ensuite créé marquis de Cambridge, comte d'Eltham et vicomte Northallerton dans la pairie du Royaume-Uni. Le prince George devient George Cambridge et est appelé comte d'Eltham comme titre de courtoisie. Il succède à son père comme 2e marquis de Cambridge le 24 octobre 1927. Il est nommé chevalier commandant de l'ordre royal de Victoria en juin 1927 et est promu chevalier grand-croix en juin 1935. 

### Éducation et carrière
Le prince George de Teck fait ses études au collège d'Eton puis au collège Magdalen d'Oxford. Il rejoint le régiment de réserve des 1ers Life Guards pendant la Première Guerre mondiale et sert d'aide de camp au sein de l'état-major personnel en 1918-1919. 
Dans l'entre-deux-guerres, il sert dans l'armée territoriale comme lieutenant dans le Shropshire Yeomanry à partir de 1921, puis comme capitaine dans le 16e bataillon du London Regiment de 1929 à 1932. 
Au début de la Seconde Guerre mondiale, il est mobilisé en tant que capitaine du Royal Army Service Corps et sert en France, atteignant le grade de major. 
En 1929, il devient administrateur de Coutts & Company, une société bancaire. Cela fait de lui le deuxième membre de la famille royale britannique (quoique très mineur) à poursuivre une carrière dans la ville de Londres. Il reste dans l'entreprise jusqu'à sa retraite en 1951. 

### Vie privée
Le 10 avril 1923, il épouse Dorothy Isabel Westenra Hastings (18 mai 1899 Cirencester - 1er avril 1988), fille d'Osmund William Toone Westenra Hastings, qui est le fils cadet du 13e comte de Huntingdon. 
Le couple a un enfant, Lady Mary Cambridge (24 septembre 1924 - 13 décembre 1999). 
Lord et Lady Cambridge assistent régulièrement à de grandes évènements royaux, même s'ils n'exercent pas de fonctions royales. Lord Cambridge participe aux couronnements de George V, George VI et Élisabeth II. Pendant de nombreuses années, il est administrateur royal du British Museum. 
Lord Cambridge est décédé le 16 avril 1981 à Little Abington et est enterré au cimetière royal de Frogmore. Ses pairies s'éteignent. Son frère, Lord Frederick Cambridge, est décédé alors qu'il combattait en Belgique pendant la Seconde Guerre mondiale. 